# Campeonato Mundial de Ciclismo de Montanha de 2008
O XIX Campeonato Mundial de Ciclismo de Montanha celebrou-se na localidade alpina de Malè (Itália) entre a 15 e a 22 de junho de 2008, baixo a organização da União Ciclista Internacional (UCI) e a União Ciclista de Itália.

As competições efectuaram-se no Val di Sole, 3 km ao sudoeste da localidade italiana.
Competiu-se em 4 disciplinas, as que outorgaram um total de 10 títulos de campeão mundial:
- Descida (DH) – masculino e feminino
- Cross country (XC) – masculino, feminino e misto por relevos
- Cross country para 4 (4X) – masculino e feminino
- Trials (TRI) – masculino 20″, masculino 26″ e feminino de 20″/26″

## Países participantes
Participaram ao todo  ciclistas ( homens e  mulheres) de 48 federações nacionais filiadas à UCI.
| África (CAC)                        | América (COPACI) | Ásia (ACC)                                  | Europa (UEC) | Oceania (OCC)                           |
| ----------------------------------- | --- | ------------------------------------------- | --- | --------------------------------------- |
| Namíbia (2/-) · África do Sul (8/2) | Argentina (2/-) · Brasil (5/1) · Canadá (12/10) · Chile (3/2) · Colômbia (7/1) · Costa Rica (1/-) · Equador (2/2) · Estados Unidos (20/12) · México (1/-) | China (1/-) · Hong Kong (2/-) · Japão (8/4) | Alemanha (24/9) · Andorra (2/-) · Áustria (14/8) · Bélgica (6/-) · Bielorrússia (2/-) · Croácia (7/1) · Dinamarca (3/-) · Eslováquia (14/4) · Eslovênia (8/2) · Espanha (20/7) · Estónia (4/1) · Finlândia (4/-) · França (23/12) · Hungria (9/-) · Irlanda (4/-) · Israel (-/1) · Itália (15/8) · Letônia (3/-) · Noruega (1/3) · Países Baixos (8/4) · Polónia (16/4) · Portugal (5/-) · Reino Unido (24/8) · Chéquia (15/4) · Roménia (2/-) · Rússia (12/2) · San Marino (1/-) · Sérvia (2/-) · Suécia (7/-) · Suíça (22/10) · Turquia (2/1) · Ucrânia (2/-) | Austrália (19/5) · Nova Zelândia (12/4) |

## Resultados

### Masculino
| Evento                       | Ouro                                    | Prata                                | Bronze                                  |
| ---------------------------- | --------------------------------------- | ------------------------------------ | --------------------------------------- |
| Descida (21.06)              | George Atherton · Reino Unido · 3:12,12 | Steve Peat · Reino Unido · 3:14,74   | Samuel Hill · Austrália · 3:15,27       |
| Cross country (22.06)        | Christoph Sauser · Suíça · 1:58,26      | Florian Vogel · Suíça · 2:01,21      | Ralph Näf · Suíça · 2:02,46             |
| Cross country para 4 (21.06) | Rafael Álvarez de Lara · Espanha ·      | Roger Rinderknecht · Suíça ·         | Mickaël Deldycke · França ·             |
| Trials 20″ (19.06)           | Benito Ros Charral · Espanha · 11 pts.  | Rafał Kumorowski · Polónia · 32 pts. | Sebastian Hoffmann · Alemanha · 36 pts. |
| Trials 26″ (20.06)           | Gilles Coustellier · França · 27        | Vincent Hermance · França · 35       | Daniel Comas Riera · Espanha · 39       |

### Feminino
| Evento                       | Ouro                                    | Prata                              | Bronze                              |
| ---------------------------- | --------------------------------------- | ---------------------------------- | ----------------------------------- |
| Descida (21.06)              | Rachel Atherton · Reino Unido · 3:49,92 | Sabrina Jonnier · França · 4:01,91 | Emmeline Ragot · França · 4:07,03   |
| Cross country (22.06)        | Margarita Fullana · Espanha · 1:39,01   | Sabine Spitz · Alemanha · 1:40,44  | Irina Kalentieva · Rússia · 1:41,21 |
| Cross country para 4 (21.06) | Melissa Buhl · Estados Unidos ·         | Jana Horáková · Chéquia ·          | Romana Labounková · Chéquia ·       |
| Trials 20″/26″ (19.06)       | Gemma Abant Condal · Espanha · 16 pts.  | Karin Moor · Suíça · 20 pts.       | Julie Pesenti · França · 21 pts.    |

### Misto
| Evento                            | Ouro                                                                                                 | Prata                                                                         | Bronze                                                                                             |
| --------------------------------- | --- | ----------------------------------------------------------------------------- | -------------------------------------------------------------------------------------------------- |
| Cross country por relevos (17.06) | Jean-Christophe Péraud · Arnaud Jouffroy · Laurence Leboucher · Alexis Vuillermoz · França · 1:24:45 | Florian Vogel · Matthias Rupp · Petra Henzi · Nino Schurter · Suíça · 1:27:07 | Marco Aurelio Fontana · Gerhard Kerschbaumer · Eva Lechner · Cristian Cominelli · Itália · 1:27:08 |

## Medalheiro
| Ordem | País           | Medalha de ouro | Medalha de prata | Medalha de bronze | Total |
| ----- | -------------- | --------------- | ---------------- | ----------------- | ----- |
| 1     | Espanha        | 4               | 0                | 1                 | 5     |
| 2     | França         | 2               | 2                | 3                 | 7     |
| 3     | Reino Unido    | 2               | 1                | 0                 | 3     |
| 4     | Suíça          | 1               | 4                | 1                 | 6     |
| 5     | Estados Unidos | 1               | 0                | 0                 | 1     |
| 6     | Alemanha       | 0               | 1                | 1                 | 2     |
| 6     | Chéquia        | 0               | 1                | 1                 | 2     |
| 8     | Polónia        | 0               | 1                | 0                 | 1     |
| 9     | Austrália      | 0               | 0                | 1                 | 1     |
| 9     | Itália         | 0               | 0                | 1                 | 1     |
| 9     | Rússia         | 0               | 0                | 1                 | 1     |
|       | TOTAL          | 10              | 10               | 10                | 30    |